# Офферхаус, Хендрик
Хендрик Карель Офферхаус (нидерл. Hendrik Karel Offerhaus; 20 мая 1875[…], Venhuizen, Северная Голландия — 2 сентября 1953[…], Вассенар, Южная Голландия) — нидерландский гребец, бронзовый призёр летних Олимпийских игр 1900.
Офферхаус на Играх участвовал только в соревнованиях восьмёрок. Его команда сначала выиграла полуфинал, а затем заняла третье место в финале, выиграв бронзовую медаль.